# 天元区
天元区（てんげん-く）は中華人民共和国湖南省株洲市に位置する市轄区。

## 行政区画
- 街道弁事所：嵩山路街道、泰山路街道、栗雨街道、馬家河街道
- 鎮：群豊鎮、雷打石鎮、三門鎮